# Enallagma carunculatum
Enallagma carunculatum ist eine Libelle aus der Familie der Schlanklibellen (Coenagrionidae). Sie ist in Nordamerika beheimatet.

## Merkmale
Enallagma carunculatum erreicht eine Körperlänge von 27 bis 37 Millimetern. Die Männchen sind hellblau und schwarz gefärbt, im Allgemeinen hat das Männchen mehr Schwarzanteile als Hellblau, die Flecken sind dreieckig. Die schwarze Bänderung wird gegen das Hinterende von Segment zu Segment breiter. Bei den Weibchen gibt es einen Farbpolymorphismus. Es kommen androchrome, also hellblau wie die Männchen gefärbte Weibchen vor, sie können aber auch hellgrau, sowie grün und schwarz gefärbt sein. Die ersten drei Abdominalsegmente sind dunkler als bei anderen Arten der Gattung Enallagma, das achte Segment ist an der Basis blass.
Es ist noch nicht eindeutig geklärt, warum es bei den Weibchen mehrere Farbmorphen gibt und keine dieser Morphen im Laufe der Evolution selektiert wurde. Untersuchungen an Enallagma carunculatum haben gezeigt, dass die hellblaue Farbvariante viel mehr UV-Licht reflektiert als die grünen Weibchen. Diese haben aber andere Erkennungsmerkmale, vor allem das Farbmuster und die Farbsättigung, die den Männchen ihre Anwesenheit signalisieren. Von Wissenschaftlern wurde oft angenommen, die hellblaue Farbmorphe habe sich als Nachahmung des Aussehens von Männchen etabliert. Dies ist jedoch unwahrscheinlich, da die Verteilung der Schwarzanteile bei den Weibchen ganz anders ist als bei den Männchen. Diese fliegen daher kaum andere Männchen an, jedoch sehr häufig die hellblauen Weibchen, die das UV-Licht reflektieren. Es handelt sich bei den verschiedenen Varianten eher um Konkurrenz zwischen Weibchen, die unterschiedliche Wahrnehmungsbereiche der Männchen ansprechen. Nur für das menschliche Auge sehen sich die Männchen und die androchromen Weibchen im Feld oft zum Verwechseln ähnlich.

## Vorkommen
Die Art ist in Nordamerika verbreitet und kommt hauptsächlich in den USA und Kanada vor. In den südlichen Teilen Kanadas reicht ihr Verbreitungsgebiet von Nova Scotia im Osten bis British Columbia im Westen. Im Norden der Vereinigten Staaten ist sie ebenfalls von der Ost- bis zur Westküste beheimatet, ihr Verbreitungsareal reicht südlich bis Maryland, Oklahoma, New Mexico und den mexikanischen Bundesstaat Baja California. Im Südosten der USA ist sie nicht zu finden, dort sind andere Arten der Gattung Enallagma vertreten.
Enallagma carunculatum lebt an Flüssen, Seen, Teichen, Sümpfen, Mooren, vor allem dort, wo es viel Schilf gibt. In den USA wird sie Tule Bluet genannt, nach der in Amerika Tule (Aussprache: ˈtuːliː) genannten Teichbinse.

## Lebensweise
Die Imagines jagen viele Fluginsekten, darunter Eintagsfliegen, Zweiflügler, kleine Nachtfalter, manchmal auch noch kleinere Insekten, wie Blattläuse usw. Die Larven ernähren sich von Insektenlarven, teilweise von den im selben Gewässer lebenden Larven der Tiere, die auch der Ernährung der erwachsenen Libellen dienen.
Die Flugzeit ist je nach Breitengrad etwas unterschiedlich. Sie beginnt frühestens Mitte Mai und spätestens Anfang Juli und dauert dann bis Mitte September oder Mitte Oktober. Die Männchen besetzen ein Territorium, das sie als geeignet für die Brut ausgesucht haben. Danach fliegen sie, meist um die Mittagszeit oder am frühen Nachmittag ein Weibchen an und umklammern es mit den Hinterleibszangen. Danach bilden die beiden Libellen ein Paarungsrad. Die Umklammerung des Weibchens durch das Männchen bleibt auch nach der Paarung noch bestehen, bis die beiden zusammen im Tandem ein Schilfrohr erreichen, in das die Eier vom Weibchen abgelegt werden können.

## Phylogeographie
38 Arten aus der Gattung Enallagma leben in Nordamerika, während nur vier Arten paläarktisch verbreitet sind. Die phylogeographische Ausbreitung und Differenzierung neuer Arten erfolgte innerhalb des quartären Eiszeitalters. Der Rückzug der Gletscher und neue Vorstöße des Eises waren in diesem Zeitraum Ursachen für die Entstehung getrennter Verbreitungsgebiete, in denen sich eigene Artengruppen herausbildeten. Eine Gruppe von 17 Arten hat ihre größte Artenvielfalt in den Neuenglandstaaten der USA, zwischen Connecticut und Maine, wo sich das Eis vor rund 15.000 Jahren zurückzuziehen begann. Es wird angenommen, dass dieses Gebiet auch der Ausgangspunkt für die Auffächerung einer Gruppe von sieben Arten war, die alle sehr eng mit Enallagma carunculatum verwandt sind. Neben Enallagma carunculatum gehören dieser Gruppe auch E. anna, E. aspersum, E. civile, E. doubledayi, E. geminatum und E. praevarum an.